# Alagutak, fények, nagymamád jegenyéi
Az Alagutak, fények, nagymamád jegenyéi a Blahalouisiana 2017-ben megjelent második stúdióalbuma. A Ligeti György producerrel, a törökbálinti SuperSize Recording stúdióban rögzített lemez hat magyar és három angol nyelvű számot tartalmaz.

## Az album dalai
Az összes szám szerzője Juhász Ádám, Mózner László, Schoblocher Barbara, Jancsó Gábor, Szajkó András és Pénzes Máté. 
| 1.    | Egyetlen magányom            | 2:35 |
| 2.    | Túl távol, elég közel        | 3:22 |
| 3.    | Ha élni felejtek             | 3:35 |
| 4.    | Only one in Motion           | 3:07 |
| 5.    | Olyan könnyű                 | 3:18 |
| 6.    | Waltz Under the Moon         | 3:21 |
| 7.    | Ma is a holnap tart ébren    | 3:02 |
| 8.    | How it Comes and How it Goes | 3:01 |
| 9.    | Sokadik Egyetlen             | 6:07 |
| 31:31 |                              |      |

## Közreműködők

### Blahalouisiana
- Schoblocher Barbara – ének
- Jancsó Gábor – basszusgitár
- Mózner László – ritmusgitár
- Szajkó András – gitár
- Juhász Ádám – dobok
- Pénzes Máté – billentyűk

### Produkció
- Ligeti György – producer, hangmérnök
- Molnár Gábor – producer
- Makay András – hangmérnök
- Szabó Szebasztián – mastering
- Bátori "Jim" Gábor – dizájn[2]

## Külső hivatkozások
- A Blahalouisiana hivatalos Facebook oldala